# Drottning Sofia Magdalena (1774)
Drottning Sofia Magdalena, officiellt HM Skepp Sofia Magdalena, var ett linjeskepp i svenska Kungliga flottan. Bestyckningen utgjordes av 68 kanoner av olika kalibrar på två batteridäck. Skeppet, som var döpt efter den svenska drottningen Sofia Magdalena, byggdes på Karlskrona örlogsvarv under ledning av skeppsbyggmästaren Gillbert Sheldon, och sjösattes den 22 juli 1774. Hon var det första skeppet som byggdes i varvets Vasaskjul.
Fartyget deltog i flera sjöstrider under Gustav III:s ryska krig 1788-90, däribland slagen vid Hogland 1788, Ölands södra udde 1789, och Reval 1790. I samband med de svenska flottornas utbrytning ur Viborgska viken den 3 juli 1790, erövrades hon av ryska sjöstyrkor. I rysk tjänst kallades fartyget Sofija Magdalina och slopades 1805.